# شهرستان یورگینسکی (کمروو)
شهرستان یورگینسکی (به لاتین: Yurginsky District) یک شهرستان در روسیه است که در استان کمروو واقع شده‌است.